# Агриджан хисар
Агриджан хисар или Ирджан Хисар (на гръцки: Γρατινή, Гратини, на турски: Igriçan) е село в Беломорска Тракия, дем Гюмюрджина в южните склонове на Родопите на 13 км северно от Гюмюрджина. В 2001 година има 533 жители.
На хълма на север от селото има останки от крепост, вероятно Грацианополис. На източната им стена е запазена кръгла кула. В развалините има параклис „Животворящ източник“. В непосредствена близост до параклиса има голям шестоъгълен резервоар-цистерна с цилиндрични сводове, което сега се ползва като аязмо на параклиса.
В ноември 1912 г. след известната Битка при Балкан Тореси българските войски освобождават района и цялото Беломорие. Тези земи са неразделна част от България до 1920 г. В края на април 1941 българският суверенитет е възстановен. След Втората световна война преминават към Гърция.
Местните жители са ангажирани предимно в селското стопанство.
На 1,5 км северозападно от селото е язовирът Гратини с капацитет от 18 милиона кубически метра вода. Язовирът, обслужва ТЕЦ на Обществената електрическа компания в промишлената зона на Гюмюрджина.
- с. Агриджан хисар
- с. Агриджан хисар
- Останки от крепостта Агриджан хисар
- Останки от крепостта Агриджан хисар
- Останки от крепостта Агриджан хисар
- Параклисът „Животворящ източник“
- Параклисът „Животворящ източник“
- Аязмото на параклиса „Животворящ източник“
- Резервоарът-цистерна, което сега се ползва като аязмо на параклиса

## Личности
Родени в Агриджан хисар
- Хрисант Филипидис (1881 – 1949), гръцки духовник